# Gran Premio di superbike d'Europa 2013
Il Gran Premio di Superbike d'Europa 2013 è stata la quinta prova su quattordici del campionato mondiale Superbike 2013, è stato disputato il 26 maggio sul circuito di Donington Park e in gara 1 ha visto la vittoria di Tom Sykes davanti a Marco Melandri e Sylvain Guintoli, lo stesso pilota si è ripetuto anche in gara 2, davanti a Sylvain Guintoli e Eugene Laverty.
La vittoria nella gara valevole per il campionato mondiale Supersport 2013 è stata ottenuta da Sam Lowes.

## Risultati

### Gara 1

#### Arrivati al traguardo[4]
| Pos. | Nº | Pilota            | Squadra              | Motocicletta           | Giri | Tempo     | Griglia | Punti |
| ---- | -- | ----------------- | -------------------- | ---------------------- | ---- | --------- | ------- | ----- |
| 1º   | 66 | Tom Sykes         | Kawasaki Racing      | Kawasaki ZX-10R        | 23   | 34:10.881 | 1º      | 25    |
| 2º   | 33 | Marco Melandri    | BMW Motorrad GoldBet | BMW S1000 RR           | 23   | +0:02.379 | 6º      | 20    |
| 3º   | 50 | Sylvain Guintoli  | Aprilia Racing       | Aprilia RSV4 Factory   | 23   | +0:03.808 | 2º      | 16    |
| 4º   | 65 | Jonathan Rea      | Pata Honda           | Honda CBR1000RR        | 23   | +0:06.760 | 4º      | 13    |
| 5º   | 76 | Loris Baz         | Kawasaki Racing      | Kawasaki ZX-10R        | 23   | +0:13.649 | 12º     | 11    |
| 6º   | 34 | Davide Giugliano  | Althea Racing        | Aprilia RSV4 Factory   | 23   | +0:15.551 | 8º      | 10    |
| 7º   | 58 | Eugene Laverty    | Aprilia Racing       | Aprilia RSV4 Factory   | 23   | +0:17.453 | 3º      | 9     |
| 8º   | 19 | Chaz Davies       | BMW Motorrad GoldBet | BMW S1000 RR           | 23   | +0:19.138 | 7º      | 8     |
| 9º   | 16 | Jules Cluzel      | Fixi Crescent Suzuki | Suzuki GSX-R1000       | 23   | +0:27.738 | 11º     | 7     |
| 10º  | 84 | Michel Fabrizio   | Red Devils Roma      | Aprilia RSV4 Factory   | 23   | +0:30.817 | 15º     | 6     |
| 11º  | 86 | Ayrton Badovini   | Ducati Alstare       | Ducati 1199 Panigale R | 23   | +0:31.611 | 14º     | 5     |
| 12º  | 7  | Carlos Checa      | Ducati Alstare       | Ducati 1199 Panigale R | 23   | +0:31.816 | 10º     | 4     |
| 13º  | 59 | Niccolò Canepa    | Ducati Alstare       | Ducati 1199 Panigale R | 23   | +0:31.930 | 9º      | 3     |
| 14º  | 27 | Max Neukirchner   | MR-Racing            | Ducati 1199 Panigale R | 23   | +0:43.025 | 16º     | 2     |
| 15º  | 31 | Vittorio Iannuzzo | Grillini Dentalmatic | BMW S1000 RR           | 19   | +4 giri   | 18º     | 1     |

#### Ritirati
| Nº | Pilota          | Squadra              | Motocicletta     | Giri | Griglia |
| -- | --------------- | -------------------- | ---------------- | ---- | ------- |
| 23 | Federico Sandi  | Team Pedercini       | Kawasaki ZX-10R  | 18   | 17º     |
| 5  | Alexander Lundh | Team Pedercini       | Kawasaki ZX-10R  | 14   | 19º     |
| 2  | Leon Camier     | Fixi Crescent Suzuki | Suzuki GSX-R1000 | 2    | 5º      |

### Gara 2

#### Arrivati al traguardo[5]
| Pos. | Nº | Pilota            | Squadra              | Motocicletta           | Giri | Tempo     | Griglia | Punti |
| ---- | -- | ----------------- | -------------------- | ---------------------- | ---- | --------- | ------- | ----- |
| 1º   | 66 | Tom Sykes         | Kawasaki Racing      | Kawasaki ZX-10R        | 23   | 34:06.921 | 1º      | 25    |
| 2º   | 50 | Sylvain Guintoli  | Aprilia Racing       | Aprilia RSV4 Factory   | 23   | +0:08.035 | 2º      | 20    |
| 3º   | 58 | Eugene Laverty    | Aprilia Racing       | Aprilia RSV4 Factory   | 23   | +0:10.738 | 3º      | 16    |
| 4º   | 34 | Davide Giugliano  | Althea Racing        | Aprilia RSV4 Factory   | 23   | +0:12.257 | 8º      | 13    |
| 5º   | 33 | Marco Melandri    | BMW Motorrad GoldBet | BMW S1000 RR           | 23   | +0:15.976 | 6º      | 11    |
| 6º   | 19 | Chaz Davies       | BMW Motorrad GoldBet | BMW S1000 RR           | 23   | +0:16.475 | 7º      | 10    |
| 7º   | 76 | Loris Baz         | Kawasaki Racing      | Kawasaki ZX-10R        | 23   | +0:27.524 | 12º     | 9     |
| 8º   | 59 | Niccolò Canepa    | Ducati Alstare       | Ducati 1199 Panigale R | 23   | +0:30.186 | 9º      | 8     |
| 9º   | 16 | Jules Cluzel      | Fixi Crescent Suzuki | Suzuki GSX-R1000       | 23   | +0:30.501 | 11º     | 7     |
| 10º  | 84 | Michel Fabrizio   | Red Devils Roma      | Aprilia RSV4 Factory   | 23   | +0:30.885 | 15º     | 6     |
| 11º  | 65 | Jonathan Rea      | Pata Honda           | Honda CBR1000RR        | 23   | +0:31.529 | 4º      | 5     |
| 12º  | 27 | Max Neukirchner   | MR-Racing            | Ducati 1199 Panigale R | 23   | +0:46.782 | 16º     | 4     |
| 13º  | 2  | Leon Camier       | Fixi Crescent Suzuki | Suzuki GSX-R1000       | 23   | +0:54.509 | 5º      | 3     |
| 14º  | 23 | Federico Sandi    | Team Pedercini       | Kawasaki ZX-10R        | 23   | +1:05.789 | 17º     | 2     |
| 15º  | 5  | Alexander Lundh   | Team Pedercini       | Kawasaki ZX-10R        | 23   | +1:20.431 | 19º     | 1     |
| 16º  | 31 | Vittorio Iannuzzo | Grillini Dentalmatic | BMW S1000 RR           | 23   | +1:20.719 | 18º     |       |

#### Ritirato
| Nº | Pilota          | Squadra        | Motocicletta           | Giri | Griglia |
| -- | --------------- | -------------- | ---------------------- | ---- | ------- |
| 86 | Ayrton Badovini | Ducati Alstare | Ducati 1199 Panigale R | 18   | 14º     |

### Supersport

#### Arrivati al traguardo

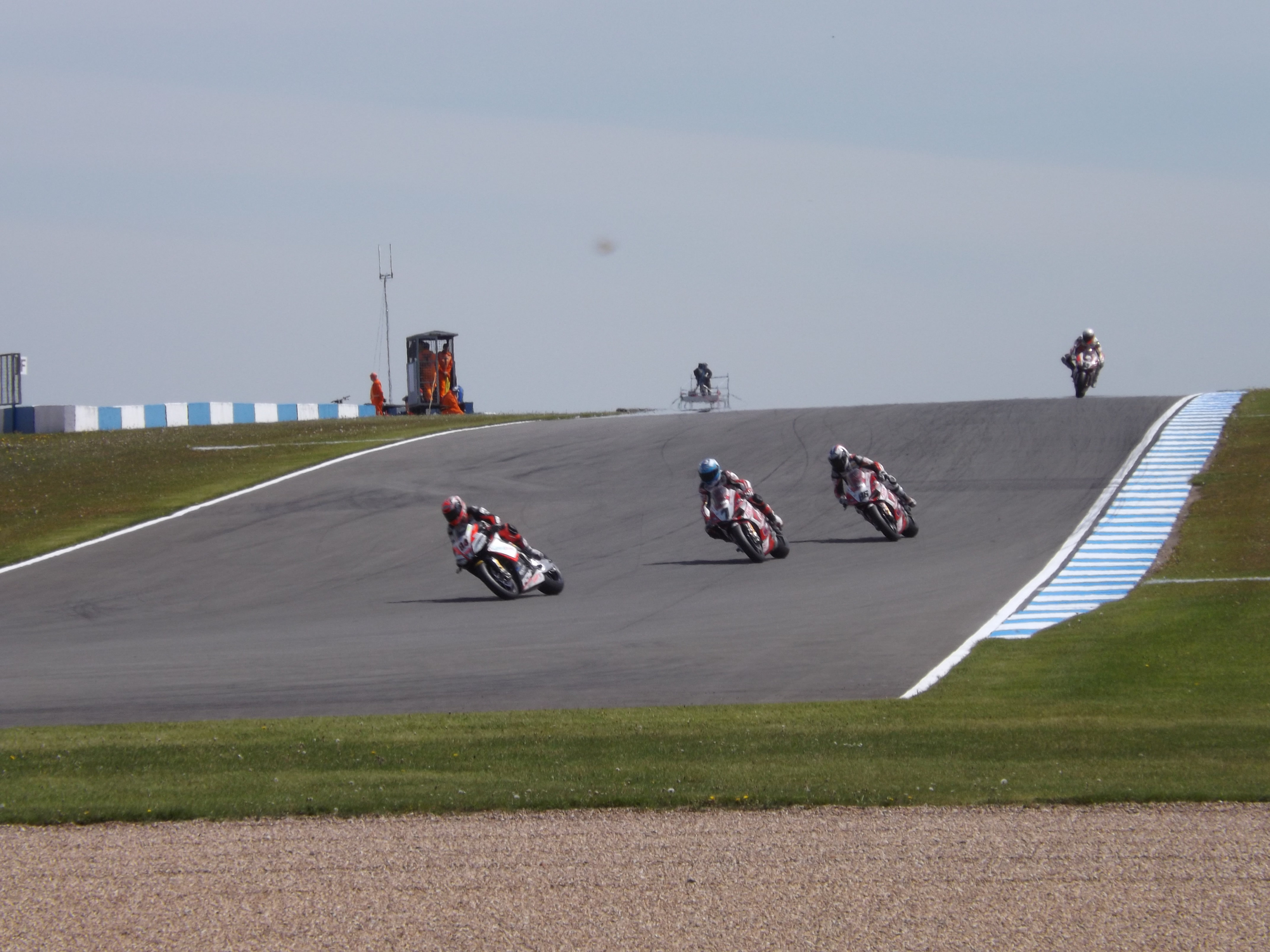
Una fase di gara

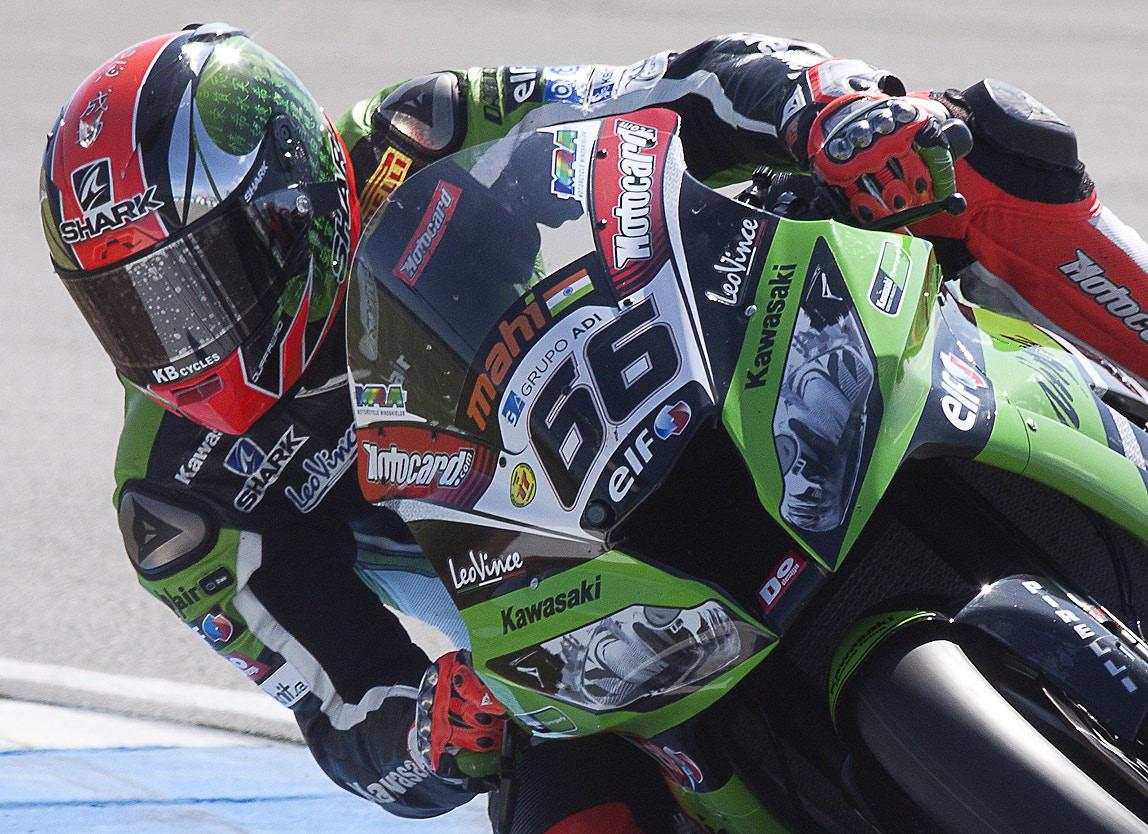
Tom Sykes, vincitore di entrambe le gare

| Pos. | Nº | Pilota               | Squadra                       | Motocicletta        | Giri | Tempo     | Griglia | Punti |
| ---- | -- | -------------------- | ----------------------------- | ------------------- | ---- | --------- | ------- | ----- |
| 1º   | 11 | Sam Lowes            | Yakhnich Motorsport           | Yamaha YZF R6       | 22   | 33'37.767 | 1º      | 25    |
| 2º   | 54 | Kenan Sofuoğlu       | MAHI Racing Team India        | Kawasaki ZX-6R      | 22   | +11.105   | 2º      | 20    |
| 3º   | 47 | Roberto Rolfo        | ParkinGo MV Agusta Corse      | MV Agusta F3 675    | 22   | +14.528   | 16º     | 16    |
| 4º   | 26 | Lorenzo Zanetti      | Pata Honda                    | Honda CBR600RR      | 22   | +19.999   | 5º      | 13    |
| 5º   | 9  | Luca Scassa          | Kawasaki Intermoto Ponyexpres | Kawasaki ZX-6R      | 22   | +20.120   | 11º     | 11    |
| 6º   | 4  | Jack Kennedy         | Rivamoto                      | Honda CBR600RR      | 22   | +20.385   | 6º      | 10    |
| 7º   | 32 | Sheridan Morais      | PTR Honda                     | Honda CBR600RR      | 22   | +24.324   | 8º      | 9     |
| 8º   | 8  | Andrea Antonelli     | Team Goeleven                 | Kawasaki ZX-6R      | 22   | +27.395   | 23º     | 8     |
| 9º   | 99 | Fabien Foret         | MAHI Racing Team India        | Kawasaki ZX-6R      | 22   | +28.153   | 10º     | 7     |
| 10º  | 75 | Glen Richards        | Smiths Triumph                | Triumph Daytona 675 | 22   | +28.264   | 3º      | 6     |
| 11º  | 6  | Vladimir Ivanov      | Kawasaki DMC-Lorenzini        | Kawasaki ZX-6R      | 22   | +28.487   | 9º      | 5     |
| 12º  | 14 | Gábor Talmácsi       | Prorace                       | Honda CBR600RR      | 22   | +29.041   | 18º     | 4     |
| 13º  | 5  | Raffaele De Rosa     | Team Lorini                   | Honda CBR600RR      | 22   | +29.648   | 13º     | 3     |
| 14º  | 84 | Riccardo Russo       | Puccetti Racing Kawasaki      | Kawasaki ZX-6R      | 22   | +32.602   | 14º     | 2     |
| 15º  | 25 | Alex Baldolini       | Suriano Racing                | Suzuki GSX-R600     | 22   | +38.965   | 21º     | 1     |
| 16º  | 65 | Vladimir Leonov      | Yakhnich Motorsport           | Yamaha YZF R6       | 22   | +39.309   | 26º     |       |
| 17º  | 20 | Mathew Scholtz       | Suriano Racing                | Suzuki GSX-R600     | 22   | +39.636   | 24º     |       |
| 18º  | 87 | Luca Marconi         | PTR Honda                     | Honda CBR600RR      | 22   | +42.771   | 19º     |       |
| 19º  | 2  | Billy McConnell      | Smiths Triumph                | Triumph Daytona 675 | 22   | +45.886   | 15º     |       |
| 20º  | 60 | Michael van der Mark | Pata Honda                    | Honda CBR600RR      | 22   | +53.730   | 20º     |       |
| 21º  | 19 | Florian Marino       | Kawasaki Intermoto Ponyexpres | Kawasaki ZX-6R      | 22   | +59.720   | 4º      |       |
| 22º  | 34 | Balázs Németh        | Complus SMS Racing            | Honda CBR600RR      | 22   | +1'15.823 | 31º     |       |
| 23º  | 59 | Alex Schacht         | Racing Team Toth              | Honda CBR600RR      | 22   | +1'15.996 | 32º     |       |
| 24º  | 35 | Mitchell Carr        | AARK Racing                   | Triumph 675 R       | 22   | +1'16.263 | 33º     |       |
| 25º  | 27 | Riccardo Cecchini    | Team Lorini                   | Honda CBR600RR      | 22   | +1'16.428 | 29º     |       |
| 26º  | 10 | Imre Tóth            | Racing Team Toth              | Honda CBR600RR      | 22   | +1'18.350 | 34º     |       |
| 27º  | 96 | Tony Coveña          | Nito Racing                   | Kawasaki ZX-6R      | 21   | +1 giro   | 30º     |       |

#### Non classificato
| Nº | Pilota       | Squadra   | Motocicletta   | Giri | Tempo     | Griglia |
| -- | ------------ | --------- | -------------- | ---- | --------- | ------- |
| 7  | Nacho Calero | Honda PTR | Honda CBR600RR | 22   | +2'56.925 | 28º     |

#### Ritirati
| Nº | Pilota          | Squadra                  | Motocicletta     | Giri | Griglia |
| -- | --------------- | ------------------------ | ---------------- | ---- | ------- |
| 55 | Massimo Roccoli | Pata by Martini          | Yamaha YZF R6    | 21   | 22º     |
| 64 | Matt Davies     | Honda PTR                | Honda CBR600RR   | 17   | 25º     |
| 88 | Kevin Coghlan   | Kawasaki DMC-Lorenzini   | Kawasaki ZX-6R   | 13   | 12º     |
| 24 | Eduard Blokhin  | Rivamoto                 | Honda CBR600RR   | 11   | 36º     |
| 37 | David Linortner | Honda PTR                | Honda CBR600RR   | 9    | 17º     |
| 94 | Sam Hornsey     | RLR Motorsports          | Suzuki GSX-R600  | 6    | 27º     |
| 33 | Yves Polzer     | MRC Austria              | Honda CBR600RR   | 4    | 35º     |
| 21 | Christian Iddon | ParkinGo MV Agusta Corse | MV Agusta F3 675 | 2    | 7º      |